# 李昌言
李昌言（?—884年），晚唐军阀，在推翻前任凤翔节度使前宰相鄭畋后于中和元年（881年）—四年（884）年以节度使身份控制凤翔。

## 接管凤翔
李昌言背景不详，《旧唐书》《新唐书》均无他的传。乾符四年（877年），农民军王仙芝陷随州，山南东道节度使李福求援，李昌言时任左武卫大将军，率凤翔军五百骑前去，于是王仙芝转移。中和元年（881年），鄭畋任凤翔节度使和京城四面諸軍行營都統时，农民军黄巢已占领长安迫使唐僖宗逃往成都，李昌言任凤翔军的行軍司馬，驻军興平。二月，黄巢将尚让、王璠率众五万攻凤翔，郑畋命李昌言等伏于要害，以伏兵打败之，追击于龙尾陂，黄巢军丢下兵仗溃逃，被斩首万计，凤翔军得其铠仗，大振。在和自称大齐皇帝的黄巢的对战中，凤翔府库耗竭，鄭畋减少了对士卒的犒赏，并削减军饷。李昌言知道士兵不满，予以煽动。十月，他遣麾下求为南面都统，引军回凤翔军部凤翔府，作进攻之势。郑畋不意遇袭，登城对李昌言说：“我正要入朝，公能戢兵爱人，为国灭贼吗？能的话，就守此吧。”鄭畋不希望部下自相残杀，让权给李昌言后前往成都会合唐僖宗，李昌言自为留后，护卫郑畋出境，郑畋在途中染病辞职并表荐李昌言继任。十一月，僖宗任鄭畋为太子少傅（由于当时并无太子，这完全只是荣誉职位），任李昌言为凤翔节度行营招讨使，二年（882年）二月兼京城西面行营都统。

## 任节度使
诸道行营都统王铎命邠宁节度使朱玫以凤翔、夏绥军屯兴平。七月，黄巢军攻凤翔，败李昌言于涝水，又攻武功、槐里，泾原、邠宁军都退兵，只有凤翔军坚壁而守。三年（883年），唐僖宗授予他同中書門下平章事的宰相荣衔。
同年稍迟时候，黄巢兵败，唐军收复长安，李昌言奏称探知长安黄巢军溃散，唐僖宗准备重返长安。此时，鄭畋再任宰相，但在很多问题上和當權宦官田令孜及其兄西川节度使陳敬瑄矛盾尖锐。为了让鄭畋辞职，田令孜和陳敬瑄指使李昌言上表称，士兵骚乱，如果鄭畋和陛下一同回京，不会让鄭畋通过。鄭畋察觉到自己受到威胁，于是辞职。
四年（884年），李昌言病重。他任弟弟李昌符为留后，而后去世。僖宗任李昌符为节度使。

## 评价
- 《北梦琐言》：郑文公畋首倡中兴，传檄讨贼，杀戮黄寇，镇静关畿。一旦部校李昌言胁而逐之，尚不能固位。